# Ermengaud de Rouergue
Ermengaud de Rouergue  né vers 870, décédé après 935 fut comte de Rouergue et de Quercy (918-935), et marquis de Gothie.

## Biographie
Après la mort du comte Eudes la maison raimondine se divisa en deux branches et Ermengaud s'implanta comme Comte de Rouergue après 906.
En 930, Deda religieuse fit une donation «tant pour elle que pour le comte Ermengaud et Adelays sa femme et ses enfants, que pour le comte Pons». 
Selon Flodoard, Ermengaud et son frère Raymond prêtèrent allégeance au roi Raoul en 932.
Il est nommé comme marquis de Gothie, mentionne son fils Hugues en 934, et fait une donation en juillet 935 au monastère de Vabres, avec sa femme Adélaïde.
Au total, on peut estimer que l’union d’Ermengaud et Adélaïde engendra au moins huit enfants, deux garçons et six filles.

## Descendance
Fils de Eudes de Rouergue.
Marié avec Adélaïde d'origine non déterminée,, elle est pour certains historiens une fille de Richard de Bourgogne et Adélaïde de Bourgogne, :
- Arsinde de Rouergue, mariée avec Arnaud, comte de Carcassonne[5],[3] ;
- Emilde de Rouergue, mariée en 920 avec Sunyer Ier de Barcelone, comte de Barcelone, sans descendance[1] ;
- Richilde de Rouergue, mariée en 925 avec Sunyer Ier de Barcelone, comte de Barcelone, dont descendance[1] ;
- Raymond Ier de Rouergue, marié avec Berthe d'Arles (vers 918 - après 965) , comtesse d'Arles et de Vienne[1],[3] ;
- Hugues de Rouergue, marié avec Gudinilde de Toulouse[1],[3] ;
- Garsinde de Rouergue décédée avant 977, mariée avec Raimond Pons de Toulouse comte de Toulouse à partir de 924, puis duc d'Aquitaine en 932[1],[3] ;
- Sénégonde de Rouergue  mariée avec Leuthard de Lodève[1] ;
- Adélaïde de Rouergue épouse successive d’Adenum, puis de Madanulfe[1].

Son fils Raymond Ier de Rouergue lui succéda.